# Concessions étrangères en Chine
Pour les articles homonymes, voir concession.
Les concessions étrangères en Chine sont des zones situées à l'intérieur de villes chinoises qui sont placées sous administration étrangère aux XIXe et XXe siècles. Les concessions étrangères ne sont pas des colonies (comme le furent Macao et Hong Kong) et demeurent sous souveraineté chinoise. En règle générale, la concession est administrée par un conseil municipal surveillé par le consul général de la puissance étrangère qui s'est vu octroyer la concession. 
Le régime des concessions en Chine a été réglementé par le traité de Nankin du 29 août 1842, le traité de la rivière Bogue, le 8 octobre 1843, celui de Tien-Tsin (juin 1858) et divers traités bilatéraux avec les pays concernés. Ces traités sont appelés traités inégaux par les Chinois, car souvent signés sous la contrainte et offrant des avantages disproportionnés aux étrangers.
La guerre sino-japonaise (1937-1945) amena les troupes nippones à occuper les concessions étrangères dès 1941 et mettre fin à leur existence de facto en 1943. À la fin de la Seconde Guerre mondiale, des accords bilatéraux entérinent la disparition de jure des concessions étrangères en Chine. L'arrivée des communistes au pouvoir en 1949 force les Européens à évacuer leurs derniers ressortissants qui y résidaient encore.

## Inventaire des concessions étrangères en Chine
| \| \| Concessions étrangères en 1896 |
|                                      |

Concessions française et britannique sur l'île de Shamian en 1920.

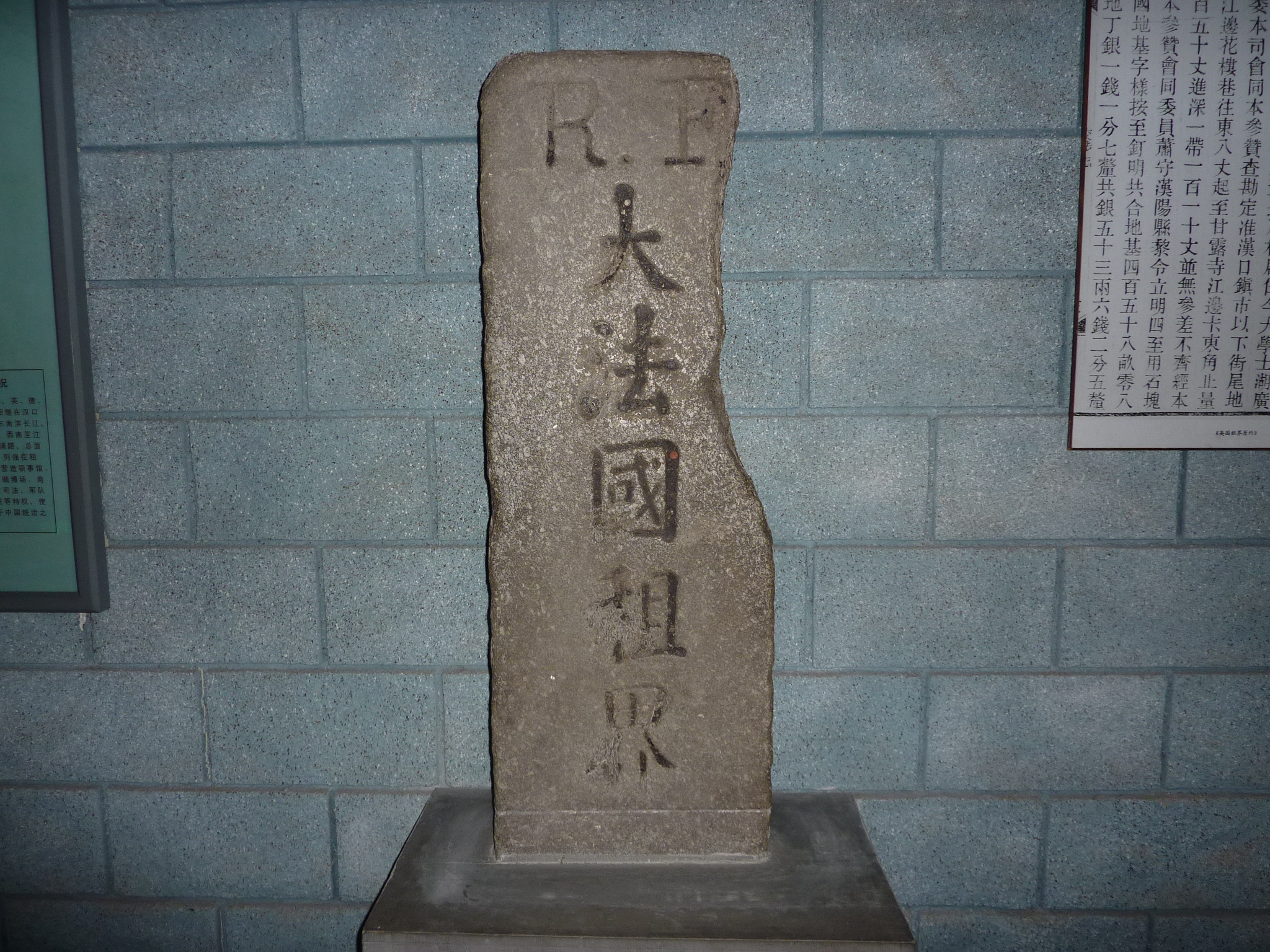
Borne de la concession française à Hankéou.

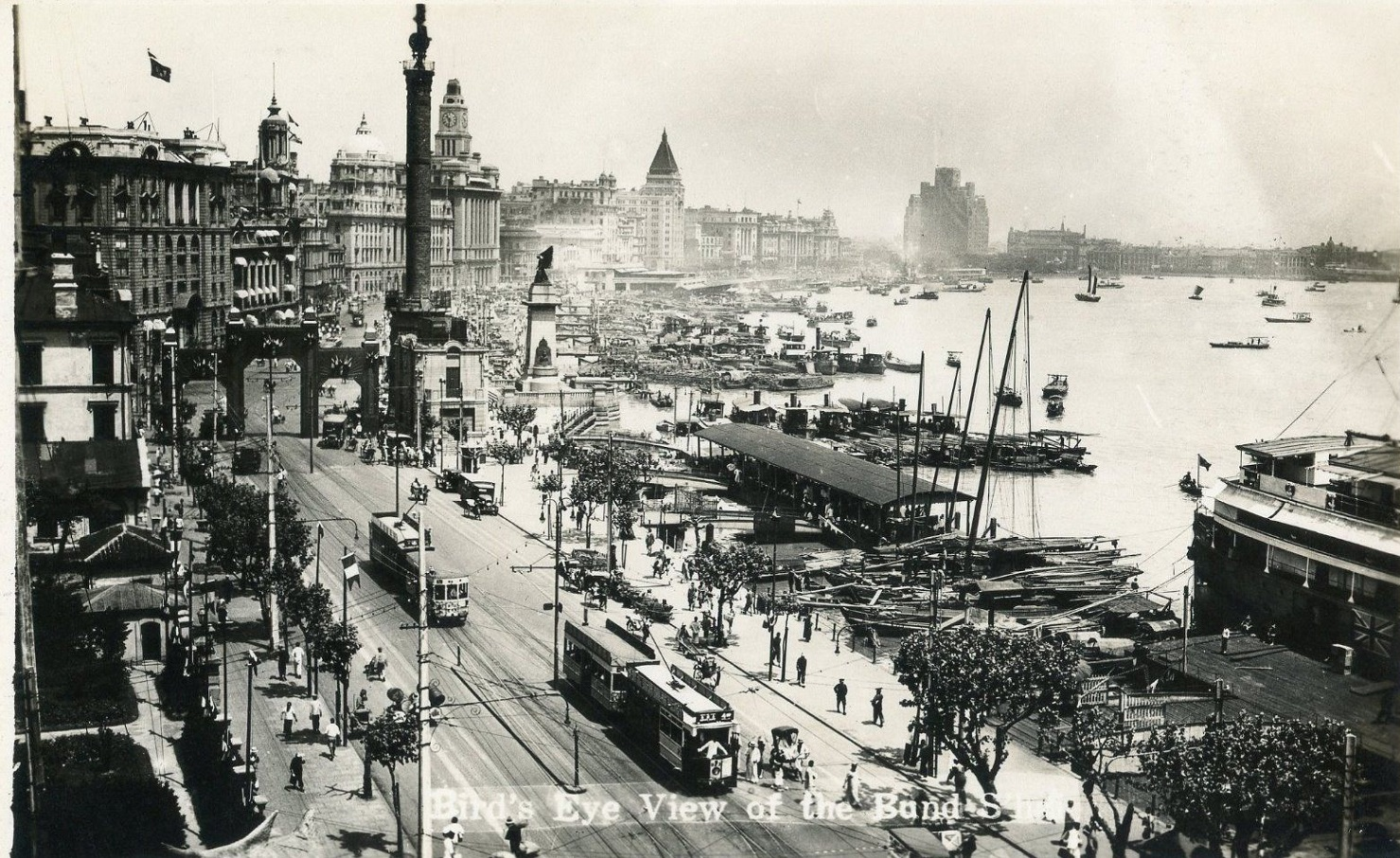
Bund de Shanghai vu de la Concession française.

Un article sur le statut juridique des concessions publié en 1937 précise que le gouvernement chinois a octroyé quelque vingt-trois concessions à huit puissances étrangères dans dix villes portuaires, et qu'au moment de la rédaction de l'article, seulement quatre pays possédaient encore des concessions en Chine : la Grande-Bretagne (Canton et Tientsin), le Japon (Hanchow, Hankéou (Wuhan) et Tientsin), la France (Canton, Hankéou, Shanghai et Tientsin) et l'Italie (Tientsin). Treize concessions avaient cessé d'exister, la Grande-Bretagne en ayant rétrocédé quatre en 1929 et 1930 (Amoy, Hankéou, Kiukiang, Chinkiang), et la Belgique ayant rétrocédé son unique concession, à Tientsin, en 1930. Dans la foulée de la Première Guerre mondiale et de la révolution russe, l'Allemagne avait renoncé à ses concessions à Tientsin et à Hankéou, l'Autriche à la concession austro-hongroise à Tientsin, et la Russie à ses concessions à Tientsin et à Hankéou. L'auteur indique qu'à des dates imprécises, le Japon aurait abandonné trois de ses concessions, à Amoy, Shashih (Jingzhou) et Chungking, qu'il considérait de peu de valeur. Par ailleurs, le gouvernement chinois avait également accordé à la Grande-Bretagne, au Japon et aux États-Unis le droit d'établir des concessions dans certaines villes portuaires, mais ce droit ne fut jamais exercé par les pays concernés. Il existait, outre les concessions nationales, deux concessions internationales, à Shanghai et à Kulangsu (Gulangyu).

### Concessions internationales[2]
- Shanghai — 1845 : délimitation de la concession britannique ; 1854 : constituée en concession internationale (International Settlement) ; 1863 et 1899 : agrandissements de la concession
- Kulangsu (Amoy) — 1843 : développement graduel d’une concession étrangère ; 1860 : droit accordé à la Grande-Bretagne et au Japon d’y établir chacun une concession ; 1903 : établissement officiel d'une concession internationale à Kulangsu

### Concessions nationales[2]
Royaume-Uni
- Canton (Shamian) — 1859 ; 1941 : occupée par les Japonais
- Shanghai — 1846 ; 1863 : fusion avec la concession internationale en 1863
- Tientsin — 1860 ; 1897 et 1900-1902 : agrandissements ; 1941 : occupée par les Japonais
- Hankéou — 1861 ; 1896 : agrandissement ; 1929 : rétrocédée à la Chine
- Kiukiang — 1861 ; 1929 : rétrocédée à la Chine
- Chinkiang — 1861 ; 1861, 1898 et 1915 : agrandissements ; 1929 : rétrocédée à la Chine
- Amoy — 1861 : droit d’y établir une concession ; 1930 : renonciation à ce droit

France
- Shanghai — 1849 ; 1861, 1898 et 1915 : agrandissements ; 1943 : occupée par les Japonais
- Tientsin — 1861 ; 1902 : agrandissements
- Hankou — 1861 : droit d'y établir une concession accordé mais non exercé ; 1896 : droit accordé à nouveau et exercé ; 1943 : occupée par les Japonais
- Canton (Shamian) — 1859 ; 1943 : occupée par les Japonais

Les concessions françaises ont d’abord été rétrocédées en 1943, par le régime de Vichy au gouvernement national réorganisé de la république de Chine (ces deux gouvernements collaborant avec les occupants). Par un traité signé le 28 février 1946 avec la république de Chine, la France reconnaît la fin du régime des concessions et de ses privilèges d'extraterritorialité,.
Japon
- Hangzhou — 1897 ; 1935 : prolongation de 30 ans ; 1945 : occupée par la Chine
- Soochow — 1897 ; 1943 : occupée par la Chine
- Tchounking — 1897 ; 1937 : abandonné lors du déclenchement de la Seconde guerre sino-japonaise
- Hankéou — 1898 ; 1945 : occupée par la Chine
- Shashih — 1898 ; 1943 : occupée par la Chine
- Tientsin — 1898 ; 1900-1902 : agrandissements ; 1945 : occupée par la Chine
- Amoy — droit d’y établir une concession (non exercé)
- Fouchéou — droit d’y établir une concession (non exercé)
- Yingkou — droit d’y établir une concession (non exercé)
- Yochow — 1898 (abandonnée à une date incertaine)

Belgique
- Tientsin — 1902 ; 1929-1931 : rétrocédée à la Chine

Italie
- Tientsin — 1901

Allemagne
- Tientsin — 1895 ; 1901 : agrandissement ; août 1917 : saisie par la Chine au moment de la déclaration de guerre contre l'Allemagne
- Hankéou — 1895 ; août 1917 : saisie par la Chine au moment de la déclaration de guerre contre l'Allemagne

Autriche-Hongrie
- Tientsin — 1902 ; août 1917 : saisie par la Chine au moment de la déclaration de guerre contre l'Autriche-Hongrie

Russie
- Tientsin — 1900 ; 1920 : saisie par la Chine ; 1924 : rétrocédée formellement par la Russie
- Hankéou — 1896 ; 1900 : confirmé par la Chine ; 1920 : saisie par la Chine ; 1924 : rétrocédée formellement par la Russie

États-Unis
- Shanghai — 1863 : délimitation d’une concession par le consul américain, action répudiée par le gouvernement américain ; 1863 : fusionnée avec la concession britannique pour former la concession internationale (International Settlement), à laquelle se joindront plusieurs autres pays au fil des ans
- Tientsin — 1869 : secteur délimité pour résidents américains ; administration américaine quasi officielle jusqu’en 1880 ; 1896 : cessation définitive de toute administration américaine ; 1901-1902 : secteur incorporé à la concession britannique
- Amoy — secteur considéré une concession américaine jusqu’en 1900, mais jamais formellement reconnu par le gouvernement américain
- Wenzhou — droit d’y établir une concession (non exercé)

## Colonies et territoires à bail
| \| \| Colonies et comptoires étrangers en 1898 |
|                                                |

Macao et Hong Kong ne sont pas des « concessions étrangères » mais des colonies.
La péninsule de Macao devint une colonie portugaise en 1557 et fut progressivement agrandie par l'adjonction de plusieurs îles environnantes. L'ensemble de la colonie est rétrocédé à la république populaire de Chine le 20 décembre 1999.
L'île de Hong Kong est cédée à perpétuité à la Grande-Bretagne à la suite de la première guerre de l'opium (1839-1842) et du traité de Nankin (29 août 1842). Des traités ultérieurs étendent le territoire de la colonie à la fin de la seconde guerre de l'opium (1856-1860). Les Nouveaux Territoires sont cédés à bail pour une période de 99 ans par la Convention pour l'extension du territoire de Hong Kong de 1898. L'ensemble de la colonie (île de Hong-Kong, Kowloon, les Nouveaux Territoires et les autres îles) est rétrocédé à la république populaire de Chine, le 1er juillet 1997. 
À la suite du traité de Kouang-Tchéou-Wan en 1898, un territoire à bail de 99 ans est cédé à la France sur la baie de Guangzhou (Kouang-Tchéou-Wan). Ce territoire est situé à l'est de la péninsule de Leizhou, au sud-ouest de la province du Guangdong. Il sera occupé par l'empire du Japon à partir de 1943, puis finalement rétrocédé à la république de Chine en 1945.
Weihaiwei — 1898 ; 1930 : l'île Liugong reste sous contrôle britannique comme territoire indépendant jusqu'à 1940.
Guandong (Port-Arthur) — 1898 : Comptoir russe ; 1905 : japonais après la guerre russo-japonaise ; 1945.
Kiautschou — 1898 : Comptoir allemand ; 1914 : occupé par le Japon ; 1922 : rétrocédée à la Chine.